# Superpuchar Serbii w piłce siatkowej mężczyzn (2011)
Superpuchar Serbii w piłce siatkowej mężczyzn 2011 – pierwsza edycja rozgrywek o Superpuchar Serbii rozegrana 4 października 2011 roku w Centrum Kultury i Sportu "Šumice" w Belgradzie. W meczu o Superpuchar udział wzięły dwa kluby: mistrz Serbii w sezonie 2010/2011 - Partizan Termoelektro Belgrad oraz zdobywca Pucharu Serbii 2011 - Crvena zvezda Belgrad.
Pierwszym zdobywcą Superpucharu Serbii została Crvena zvezda Belgrad.

## Drużyny uczestniczące
| Drużyna                       | Osiągnięcia w sezonie 2010/2011 |
| ----------------------------- | ------------------------------- |
| Partizan Termoelektro Belgrad | mistrzostwo Serbii              |
| Crvena zvezda Belgrad         | zwycięstwo w Pucharze Serbii    |

## Mecz
Wtorek, 4 października 2011 – 20:00 (UTC+2) • Centrum Kultury i Sportu "Šumice", Belgrad
Widzów: 600
Czas trwania meczu: 117 minut
Sędziowie: Zorica Bjelić i Dejan Jovanović
| Partizan Termoelektro Belgrad | 2:3                                        | Crvena zvezda Belgrad |
| Aleksandar Minić 33 pkt       | (17:25, 25:23, 21:25, 25:14, 19:21) raport | Dušan Petković 23 pkt |

| Poz.                 | Nr | Zawodnik              | 1        | 2        | 3        | 4        | 5        | Pkt |
| -------------------- | -- | --------------------- | -------- | -------- | -------- | -------- | -------- | --- |
| A                    | 1  | Aleksandar Minić      | 8 pięć   | 7 cztery | 7 cztery | 7 cztery | 8 pięć   | 33  |
| Ś                    | 5  | Uglješa Pešut         | 4 jeden  | 9 sześć  | 9 sześć  | 9 sześć  | 4 jeden  | 9   |
| R                    | 6  | Aleksa Brđović        | 5 dwa    | 4 jeden  | 4 jeden  | 4 jeden  | 5 dwa    | 1   |
| P                    | 9  | Marko Nikolić         | 6 trzy   | 5 dwa    | 5 dwa    | 4 pusty  | 2 zmiana | 7   |
| P                    | 10 | Nikola Mijailović (K) | 9 sześć  | 8 pięć   | 8 pięć   | 8 pięć   | 9 sześć  | 14  |
| Ś                    | 11 | Aleksandar Ljubičić   | 7 cztery | 6 trzy   | 6 trzy   | 6 trzy   | 7 cztery | 8   |
| L                    | 15 | Ivan Ilić             | L        | L        | L        | L        | L        |     |
| Zmiany               |    |                       |          |          |          |          |          |     |
| P                    | 13 | Siniša Žarković       | 2 zmiana | 2 zmiana | 2 zmiana | 5 dwa    | 6 trzy   | 8   |
| R                    | 14 | Uroš Bulatović        |          |          | 2 zmiana | 4 pusty  | 2 zmiana |     |
| Nie weszli na boisko |    |                       |          |          |          |          |          |     |
| Ś                    | 2  | Enes Duštinac         |          |          |          | 4 pusty  | 4 pusty  |     |
| A                    | 3  | Marko Popović         |          |          |          | 4 pusty  | 4 pusty  |     |
| Ś                    | 7  | Marko Samardžić       |          |          |          | 4 pusty  | 4 pusty  |     |
| Trener               |    |                       |          |          |          |          |          |     |
| Milan Đuričić        |    |                       |          |          |          |          |          |     |

| Poz.                 | Nr | Zawodnik            | 1        | 2        | 3        | 4        | 5        | Pkt |
| -------------------- | -- | ------------------- | -------- | -------- | -------- | -------- | -------- | --- |
| P                    | 4  | Milan Perić         | 7 cztery | 7 cztery | 7 cztery | 4 pusty  | 7 cztery | 4   |
| P                    | 8  | Lazar Koprivica     | 4 jeden  | 4 jeden  | 4 jeden  | 4 jeden  | 4 jeden  | 10  |
| Ś                    | 9  | Vuk Milutinović     | 5 dwa    | 5 dwa    | 5 dwa    | 5 dwa    | 5 dwa    | 10  |
| R                    | 11 | Mihajlo Mitić (K)   | 9 sześć  | 9 sześć  | 9 sześć  | 9 sześć  | 9 sześć  | 6   |
| A                    | 15 | Dušan Petković      | 6 trzy   | 6 trzy   | 6 trzy   | 6 trzy   | 6 trzy   | 23  |
| Ś                    | 16 | Milan Ćelić         | 8 pięć   | 8 pięć   | 8 pięć   | 8 pięć   | 8 pięć   | 13  |
| L                    | 18 | Filip Vujić         | L        | L        | L        | L        | L        |     |
| Zmiany               |    |                     |          |          |          |          |          |     |
| A                    | 5  | Mihajlo Pajić       |          | 2 zmiana |          | 2 zmiana | 4 pusty  | 1   |
| P                    | 6  | Filip Stoilović     |          | 2 zmiana | 2 zmiana | 7 cztery | 2 zmiana | 6   |
| Nie weszli na boisko |    |                     |          |          |          |          |          |     |
| Ś                    | 1  | Aleksandar Okolić   |          |          |          | 4 pusty  | 4 pusty  |     |
| P                    | 10 | Nemanja Jakovljević |          |          |          | 4 pusty  | 4 pusty  |     |
| R                    | 17 | Maksim Buculjević   |          |          |          | 4 pusty  | 4 pusty  |     |
| Trener               |    |                     |          |          |          |          |          |     |
| Željko Bulatović     |    |                     |          |          |          |          |          |     |

## Staystyki meczowe
| PAR | STATYSTYKI        | CRV |
| 107 | MAŁE PUNKTY       | 108 |
| 60  | ATAK              | 55  |
| 14  | BLOK              | 9   |
| 6   | SERWIS            | 8   |
| 27  | BŁĘDY PRZECIWNIKA | 36  |

## Wyjściowe ustawienie drużyn
| Pešut Brđović Nikolić Ljubičić Minić Mijailović Ilić Koprivica Milutinović Petković Perić Ćelić Mitić Vujić |